# Gare de Versailles-Matelots
Gare de Versailles-Matelots vasútállomás Franciaországban, Versailles településen.

## Vasútvonalak
Az állomást az alábbi vasútvonalak érintik:
- Grande Ceinture line

## Kapcsolódó állomások
A vasútállomáshoz az alábbi állomások vannak a legközelebb: